# 琴斯托霍瓦
琴斯托霍瓦（波蘭語：Częstochowa，發音：[tʂɛ̃stɔˈxɔva] ⓘ）是波兰南部城市，人口約20萬，位于瓦尔塔河河畔、克拉科夫-琴斯托霍瓦高地。原本是琴斯托霍瓦省（1975—98年）首府，1999年省分整併後属于西里西亚省。雖然隸屬於西里西亞省，但琴斯托霍瓦在歷史與文化上屬於小波蘭地區。
琴斯托霍瓦在歷史上曾屬於德意志帝國（舊稱辰斯托豪（德語：Tschenstochau）和俄羅斯帝國。一戰后改屬波蘭。在戰後，城市的工業得到發展。琴斯托霍瓦如今是知名的觀光區，為波蘭最重要的天主教朝聖地光明山修道院所在地。

## 友好城市
- 乌克兰 別爾季切夫
- 捷克 布拉格第9區（英语：Prague 9）[2]

### 一般
- 入门网页
- 该市的Shockwave Map
- The Black Madonna Monastery
- Jewish Częstochowa （页面存档备份，存于）
- Czestochowa-Radomsko Area Research Group (CRARG)

### 历史
- Czestochowa Yizkor Book （页面存档备份，存于）
- 犹太人大屠杀期间的琴斯托霍瓦 （页面存档备份，存于）
- 琴斯托霍瓦历史